# 馬震 (1969年)
马震（1969年7月—），中华人民共和国政治人物，中共党员。现任重庆市政府副市长、党组成员，西部科学城重庆高新区党工委书记（兼）。

## 生平
马震长期在中央编办工作，历任中央编办一司副司长、中央编办一局局长等职，2023年3月任中央编办副主任。
2024年9月26日，马震任重庆市人民政府副市长。